# خالد عبدال محمد
خالد عبدال محمد (بالإنجليزية: Khalid Abdul Muhammad)‏ هو صحفي أمريكي، ولد في 12 يناير 1948 في هيوستن في الولايات المتحدة، وتوفي في 15 فبراير 2001 في أتلانتا في الولايات المتحدة بسبب أم الدم داخل القحف.

## وصلات خارجية
- خالد عبدال محمد على موقع IMDb (الإنجليزية)